# Antonio Ortiz Ramírez
Antonio Ortiz Ramírez (Barcelona, España, 13 de abril de 1907 - 2 de abril de 1996) fue un destacado anarquista de la Confederación Nacional del Trabajo y de la Federación Anarquista Ibérica. Se dedicó durante toda su vida a la carpintería. Desempeñó diversos cargos de responsabilidad en el sindicato de la Madera de Barcelona y perteneció al grupo anarquista Nosotros. Ocupó el puesto de comandante de la Columna Ortiz, también como oficial del ejército francés y participó en un atentado frustrado contra Franco. Tras la guerra civil española se exilió en Francia y posteriormente en América Latina.

## Biografía

### Infancia y adolescencia
Nació en el barrio de Poble Nou de Barcelona, hijo de padres emigrados desde Pedralba, Valencia. Ortiz participó en la intensa vida sindical que se desarrolló en su barrio: a los ocho o nueve años fue a una charla de Ángel Pestaña y acudía regularmente a la cooperativa Flor de Mayo, donde se desarrollaban actividades culturales. A los once años comenzó a trabajar a raíz de un accidente de su padre para atender las necesidades familiares. Desde esa edad trabajó en diferentes carpinterías y simultaneó durante algún tiempo trabajo y estudios. En 1921, con catorce años, se afilió al Sindicato de la Madera de la CNT. Durante la dictadura de Primo de Rivera mantuvo la cotización clandestina, ayudó a repartir los periódicos de Solidaridad Obrera y se involucró en diferentes actividades culturales.

### Militancia

#### República
Con la caída de la Dictadura de Miguel Primo de Rivera y la proclamación de la Segunda República Española, la CNT experimenta una gran expansión. La organización anarcosindicalista vive por entonces un enconado debate entre trentistas y faístas. Ortiz es afín a la tendencia faísta, de la que son notables representantes Buenaventura Durruti y Juan García Oliver. Publica algunos artículos en el portavoz oficial de la CNT, Solidaridad Obrera, entra en el cuadro de defensa confederal de Pueblo Nuevo y acepta responsabilidades en el Sindicato de la Madera, del que es nombrado presidente en 1932. A los pocos días de su nombramiento comenzó una huelga de la sección de ebanistas al no aceptar la patronal las reivindicaciones del sindicato. El paro comenzó el 14 de noviembre y terminó a mediados de abril del año siguiente. Su duración fue debida a que el conflicto no quedaba reducido a una cuestión laboral, sino que se encuadraba en la lucha de poder entre la CNT por un lado y la UGT y el estado por otro al presionar para que la resolvieran los jurados mixtos, entes que el sindicato anarquista no reconocía. Mientras se desarrollaba la huelga Ortiz es detenido por otro motivo: la insurrección de enero de 1933. La policía lo detiene al dirigirse hacia Hospitalet tras mantener enfrentamientos en Atarazanas y el Clot. Durante su detención sufrió junto a otros detenidos torturas que, aunque fueron eclipsadas por los sucesos de Casas Viejas, denunciaron más tarde en la prensa. Durante su paso por prisión entabló amistad con García Oliver con quien mostraría gran afinidad ideológica y sería quien le introdujera posteriormente en el grupo Nosotros. Al salir de la cárcel a finales de 1933 se incorpora al grupo junto a Durruti, García Oliver, Francisco Ascaso, Gregorio Jover, Ricardo Sanz, José Pérez Ibáñez El valencià y Aurelio Fernández. A mediados de 1935 es detenido junto a otros anarquistas como Durruti, Aurelio Fernández o Ascaso. Los presos fueron trasladados desde Barcelona hasta la cárcel de Valencia de donde salió pocas semanas antes de que se convocasen las elecciones de 1936. Desde la convocatoria de las elecciones hasta la guerra Ortiz estuvo muy presente en mítines y conferencias.

#### La Guerra Civil
Los días previos a la sublevación militar de julio de 1936 que condujo a la Guerra civil española fueron de gran actividad para Ortiz: hizo un intercambio de armamento en Asturias y se coordinó con algunos oficiales afines para sabotear el golpe. Durante el tiempo que duró la lucha en Barcelona estuvo presente en los enfrentamientos del Paralelo y la toma de Atarazanas.. Estuvo presente en la reunión que tuvieron representes de la confederación con Companys y en el pleno en que se decidió colaborar con las otras fuerzas políticas y asumir el poder en Cataluña.
Una vez se decidió la lucha en Barcelona se formó el Comité de Milicias Antifascistas que le encarga organizar una columna de milicianos para ocupar los pueblos entre Zaragoza y Caspe. La columna sale 24 de julio con alrededor de ochocientos hombres de Barcelona y llega el 25 a Caspe. Además de los militantes salidos de Barcelona la columna se nutrió de grupos dispersos y otras columnas más pequeñas como la de Carod o la del capitán Zamora. Finalmente el frente se extendió entre Azuara y Sástago, con 4 sectores diferenciados, y el estado mayor en Caspe. Participó en el pleno extraordinario de sindicatos en Bujaraloz donde se acordó la creación, funciones y competencias del Consejo de Defensa de Aragón. En los debates que se entablaron se posicionó como contrario a que el consejo tuviera las competencias en materia de guerra y a favor de nombrar a Joaquín Ascaso como presidente del consejo. Durante el proceso se militarización de las milicias defendió la misma por la necesidad urgente de conseguir armamento para el frente, que desde el gobierno central se supeditaba a que las columnas aceptasen el cambio. Una vez concluyó, pasó a dirigir la 25.ª División.
Durante las maniobras de la 11.ª División de Líster que llevaron a la disolución del Consejo de Aragón, de las colectividades, al encarcelamiento de Joaquín Ascaso y la represión del movimiento libertario en la zona; mantuvo a la 25 división en sus posiciones y defendió en numerosas ocasiones a militantes detenidos y perseguidos, convirtiendo a la 25 división en un «refugio». Al poco tiempo de la disolución del Consejo comenzó una ofensiva sobre Zaragoza que perseguía una triple intención: crear una distracción al bando sublevado en su campaña del norte, desviar la atención sobre los sucesos de Aragón con el intento de tomar Zaragoza y achacar la falta de objetivos en la misma ofensiva a las columnas divisiones confederales. A raíz de sus discrepancias con la manera de dirigir el ataque y su negativa a perder el control de las brigadas de su división es relevado de su cargo el 14 de septiembre por García Vivancos. Esta sustitución estaba ya planeada por los comunistas, como informaron en julio.
Tras su destitución pasa unos días en Valencia de donde saca de la cárcel a Ascaso para irse luego a Barcelona. Queda pendiente de destino hasta diciembre de 1937, momento en el que entra en la Escuela Popular de Estado Mayor, de donde sale como oficial en febrero. Tras un intento de retirar a Ricardo Sanz de la 26 División, en la que vio un intento de enemistarle con él y por lo que comenzó a sospechar del CN de la CNT, acabó recibiendo el mando de la 24.ª División, que cubría la línea del río Segre. La posición pirenaica era precaria y Ortiz creyó fundamentadamente que desde el Partido Comunista e incluso desde su misma organización se le tendían trampas para que muriera: las posiciones en las que debe colocar el frente, las que tomaron algunas divisiones comunistas en su retaguardia o algunos avisos dados por militares. Es destituido del mando y reclamado en el estado mayor. La sospecha de que querían asesinarlo en el trayecto le empuja a pasar a Francia el 5 de julio de 1938 junto a diez hombres más, entre ellos Joaquín Ascaso.

### El exilio

#### Francia
Entraron en Francia y se entregaron a los gendarmes, que les llevaron a Bayona, donde estuvieron 4 días hasta que las autoridades francesas decidieron que no podían quedarse en el país y debían abandonarlo. Pasaron entonces a Andorra, donde fueron detenidos y enviados a Perpiñán gracias a las gestiones de Roncy, diputado francés. Estuvieron allí un mes, tras o cual se les envió a diferentes ciudades acabando Ortiz en Privas. En septiembre de 1938 sufre un intento de asesinato junto a Ascaso por parte de la red de espionaje de la CNT. Tras sobrevivir al envenenamiento llegan a Marsella donde la policía francesa los detiene y retiene por una demanda de extradición del gobierno republicano que queda sin efecto los primeros días de abril, cuando quedan en libertad. Van a París donde deben sobrevivir de la solidaridad de compañeros y conocidos, pues tras su huida de España y los cargos del gobierno quedaban expulsados de la CNT y las ayudas que facilitaban. A finales de agosto Ortiz va a Perpiñán donde consigue un trabajo por medio de Gregorio Jover. En septiembre Francia y Gran Bretaña declaran la guerra a Alemania, complicando la situación de los exiliados. La policía francesa detiene a Ortiz el mismo mes y lo envían al campo de concentración de Saint-Cyprien. De ahí lo enviaron a la fortaleza de Colliure y tras el cierre de esta última al campo de internamiento de Vernet d'Ariège, donde recibe la noticia de que el 10 de mayo de 1940 se ha producido la invasión de Francia por el ejército de Hitler. Durante dos años estuvo preso en el campo hasta que en 1942 lo envían al campo de trabajo de Djelfa al norte de África.

#### La Segunda Guerra Mundial
Los internados en el Campo de Vernet tenidos como más revolucionarios e intransigentes fueron deportados a Argelia por el gobierno francés para que trabajaran en el ferrocarril. Liberado tras el desembarco aliado en el norte de África, se enrola en diciembre de 1942 en el ejército francés como voluntario por toda la duración de la guerra. Participa en varias batallas frente al Afrika Korps alemán y es ascendido a sargento. Embarca para Francia donde se produce el primer desembarco aliado integrado en el ejército francés. Avanza por Aix-en-Provence y Lyon, recibiendo varias distinciones de sus mandos. Su participación más relevante se produce en la liberación de Belfort, lo que le vale una distinción firmada por Charles De Gaulle. El cuerpo en el que está integrado Ortiz prosigue su ofensiva hasta territorio alemán, toma Karlsruhe y Pforzheim, donde es herido y evacuado.

#### Atentado contra Franco y exilio en América Latina
Tras el fin de la guerra y con la desmovilización, Ortiz montó una serrería en Saverdun (Francia) junto a su amigo José Pérez Ibáñez El valenciá. El 12 de septiembre de 1948 fue parte de un atentado frustrado contra Franco. El atentado debía llevarse a cabo durante una competición de fragatas a bordo de una avioneta desde la que lanzarían unas bombas. El atentado fracasó pues, aunque la información que tenían defendía que habría multitud de avionetas y pasaría desapercibida, no había ninguna avioneta privada sobrevolando el cielo. En febrero de 1951 la prensa francesa da la noticia del descubrimiento de la avioneta por lo que decide emigrar a América Latina. Vive en Bolivia y en Perú y en 1955 se instala en Venezuela, donde monta una carpintería. En 1987 regresó a Barcelona, donde consiguió que se le reconociera un sueldo como sargento del ejército republicano. Murió en una residencia de ancianos del barrio de La Verneda (Barcelona) y legó su cuerpo a la investigación médica.